# Освобождение (фильм, 2022)
«Освобождение» (англ. Emancipation) — американский исторический остросюжетный триллер 2022 года, пятнадцатый полнометражный фильм режиссёра Антуана Фукуа, по сценарию Уильяма Н. Колладжа, спродюсированный Уиллом Смитом. Уилл Смит играет главную роль беглого раба, направляющегося в Батон-Руж, штат Луизиана, в 1860-х годах, после того, как президент Авраам Линкольн издал декларацию об освобождении, чтобы покончить с рабством в сепаратистских Конфедеративных Штатах Америки. Герой Уилла Смита выживает в болотах, преследуемый ловцами рабов и их собаками. Бен Фостер играет безжалостного охотника за рабами, а Шармейн Бингва — его порабощённых жену и мать.
Фильм в общих чертах основан на жизни самоосвобождённого раба, известного либо как Гордон, или «Избитый Питер». Эта история стала известной благодаря фотографии обнажённой спины мужчины, сильно пострадавшей от ударов надсмотрщика, которая была опубликована в виде журнальных иллюстраций в 1863 году и стала доказательством жестокости рабства для аболиционистского движения. Продюсер Джоуи Макфарланд начал исследовать эту историю в 2018 году и нанял Коллажа для написания сценария.
Фильм официально анонсирован в июне 2020 года, Фукуа был назначен режиссёром, а Смит — исполнителем главной роли. Съёмки проходили в Луизиане с июля по август 2021 года, и Apple заплатила 130 миллионов долларов за приобретение прав на фильм, обойдя несколько других студий.
Премьера прошла в Вашингтоне, округ Колумбия, 1 октября 2022 года. Фильм был выпущен в избранных кинотеатрах 2 декабря того же года, а затем транслировался 9 декабря на Apple TV+. Кинокартина получила смешанные отзывы критиков, которые высоко оценили игру Смита, но раскритиковали сценарий и то, как он описывает реальные события.

## Синопсис
После того как раба по имени Питер избили кнутом почти до смерти, он сбегает с плантации в Луизиане, перехитрив хладнокровных охотников, и пробирается на север, где вступает в армию Союза. Фильм основан на реальной истории беглого раба по имени Гордон. Фотографии его голой спины, сильно побитой плетьми надсмотрщика, были опубликованы по всему миру в 1863 году, что дало движению аболиционистов доказательство жестокости американского рабства.

## В ролях
- Уилл Смит — Питер
- Бен Фостер — Джеймс Фассел
- Шармейн Бингва — Додиен
- Стивен Огг — сержант Говард
- Гилберт Овуор — Гордон
- Мустафа Шакир — Андре Кайю
- Тимоти Хаттон — сенатор Джон Лайонс
- Дэвид Денман — генерал Уильям Дуайт

## Производство

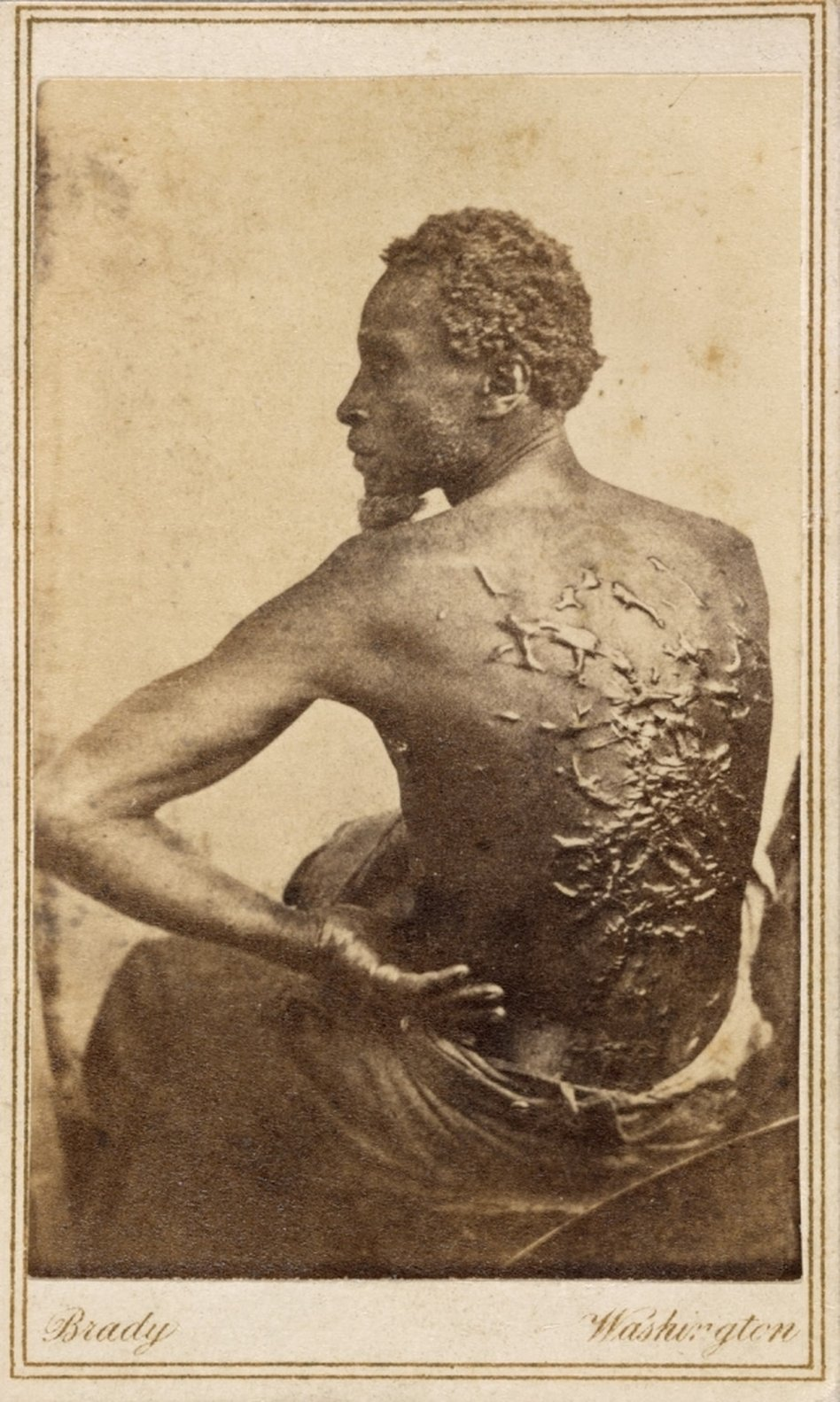
Гордон, исторический прототип персонажа Уилла Смита

Продюсер Джоуи Макфарланд начал разработку фильма в 2018 году и нанял Уильяма Колладжа для написания сценария. 15 июня 2020 года стало известно, что Антуан Фукуа станет режиссёром фильма «Освобождение» с Уиллом Смитом в главной роли, основанном на оригинальном сценарии Уильяма Н. Колладжа. О создании фильма Фукуа рассказал:
«Прошло уже почти два года с того момента, когда я впервые прочитал сценарий. Он затронул моё сердце и мою душу таким количеством способов, которые невозможно передать, но я думаю, вы понимаете. Мы наблюдаем некоторые из тех чувств, которые я испытывал, на улицах сейчас. Есть грусть, есть гнев, есть любовь, вера и надежда… Это важно видеть, и самое обнадеживающее, что я вижу, что они больше не собираются терпеть это».
Компания Apple заплатила за права на прокат более 130 миллионов долларов, опередив другие крупные кинокомпании. В августе 2021 года к актёрскому составу присоединились Бен Фостер, Чармейн Бингва, Гилберт Овуор и Мустафа Шакир.
Изначально предполагалось, что съёмки фильма начнутся 3 мая 2021 года в Лос-Анджелесе. Позже было запланировано начало съемок на 21 июня 2021 года в Джорджии, но 12 апреля было объявлено, что фильм будет сниматься в другом месте из-за недавно принятого «Закона о честности выборов 2021 года». Смит и Фукуа сказали в совместном заявлении: «Мы не можем с чистой совестью оказывать экономическую поддержку правительству, которое принимает регрессивные законы о голосовании, направленные на ограничение доступа избирателей». Сообщается, что переезд на новое место обошелся примерно в 15 миллионов долларов. Было объявлено, что съёмки будут проходить в Новом Орлеане с 12 июля по 21 августа 2021 года. 2 августа съёмки были приостановлены на пять дней из-за нескольких положительных тестов на COVID-19. В мае 2022 года выпуск фильма был отложен до возможной даты 2023 года по указанным причинам: многочисленные задержки производства, разногласия вокруг того, что Смит дал пощечину Крису Року на 94-й церемонии вручения премии Оскар, и перегруженный график премьер от Apple.